# Perizoma discors
Perizoma discors là một loài bướm đêm trong họ Geometridae.